# Pawliwka (hromada Pohrebyszcze)
Pawliwka (ukr. Павлівка, hist. pol. Pawłówka) – wieś na Ukrainie, w obwodzie winnickim, w rejonie winnickim, w hromadzie Pohrebyszcze. W 2001 liczyła 977 mieszkańców, spośród których 976 wskazało jako ojczysty język ukraiński, a 1 rosyjski.